# Sergio Citterio
Sergio Citterio (Milano, 19 agosto 1913 – ...) è stato un calciatore italiano, di ruolo attaccante.

## Carriera
Cresciuto nel Virgilio Fossati di Milano, passa poi alle giovanili dell'Ambrosiana-Inter; viene prestato nel 1933-1934 al Pavia e nel 1934-1935 al Lecco, e nel 1936-1937 passa definitivamente al Brescia, con cui totalizza 24 presenze e 2 reti.
Nel 1937-1938 gioca nel Torino, con 3 presenze in Serie A e 2 presenze e 2 reti in Coppa Italia. Chiude la carriera a Reggio Emilia.